# 김준희 (야구 선수)
김준희(金俊熙, 1988년 8월 18일 ~ )는 전 KBO 리그 삼성 라이온즈의 내야수이다.

## 출신 학교
- 강남초등학교
- 강남중학교
- 서울고등학교
- 경희대학교